# 가시와 레이솔
가시와 레이솔(일본어: 柏レイソル 가시와 레이소루[*], Kashiwa Reysol)은 일본 지바현 가시와시를 연고로 하는 J리그 축구팀이다. 팀 이름 '레이솔'은 스페인어로 '왕'을 뜻하는 'Rey'와 해를 뜻하는 'Sol'에서 따왔고 이는 모기업 히타치 제작소를 뜻하는 말이다. 현재 대한민국 축구 국가대표팀에서 활약하는 김승규 선수의 소속 팀 옛 1990년대 한국의 3톱 황선홍, 유상철, 홍명보가 뛰었던 팀이기도 하며 그중 황선홍과 유상철은 2002 FIFA 월드컵까지 가시와 레이솔 소속이 되어 있었다.

## 역사
1940년 도쿄도 고가네이시에서 히타치 축구 클럽으로 창단했다. 천황배와 JSL을 2연패한 1972년이 최전성기였고, 1986년에 가시와시로 연고지를 옮겼다.
1992년에 JFL에 참가하면서 우승과 J리그 진출을 목표로 브라질 축구 국가대표 출신의 카레카 선수를 데리고 왔지만 1993년에는 간신히 5위에 머물렀고, 1994년 우승으로 다음 해 J리그로 승격되었으며 1992년 4월 14일 LG 치타스와 자매결연을 체결했는데  이 팀은 해당 구단(당시 히타치 축구 클럽) 연고지인 가시와시에서 1992년 전지훈련을 했다.
그 후 1996년 5위를 제외하고는 하위권을 맴돌다가 1998년에 애틀랜타 올림픽 대표팀 감독이었던 니시노 아키라가 감독에 취임하면서 1999년에는 야마자키 나비스코컵 우승을 따냈고, 2000년에는 후기리그 준우승을 비롯해 팀 최고성적인 종합 3위를 차지했다.
2005년 J리그 교체전에서 패해 J2로 떨어졌지만 2007년에 J1으로 승격했으나 2009년 16위를 기록하여 다시 강등되었고, 이듬해 J2 1위를 일치감치 확정하면서 1년 만에 다시 승격하자마자 우승하였다.

## 더비 매치
지바 더비
- 같은 지바 현을 연고로 하는 제프 유나이티드 이치하라 지바와의 대결.

## 선수단

### 현재 선수
참고: FIFA 자격 규정에 따라 소속된 국가대표팀 국기를 표시합니다. 선수는 복수의 FIFA 비회원국 국적을 가지고 있을 수 있습니다.
| 번호 | 포지션 | 국적 | 이름                            |
| ---- | ------ | ---- | ------------------------------- |
| 1    | GK     |      | 기리하타 가즈시게               |
| 2    | DF     |      | 가마타 지로                     |
| 4    | DF     |      | 고가 다이요                     |
| 5    | DF     |      | 나카야마 유타                   |
| 6    | MF     |      | 다카하시 슌키                   |
| 7    | MF     |      | 오타니 히데카즈 (주장)          |
| 8    | MF     |      | 리차드슨 페르난데스 도스 산토스 |
| 10   | FW     |      | 에사카 아타루                   |
| 11   | FW     |      | 야마자키 료헤이                 |
| 13   | DF     |      | 기타즈메 겐고                   |
| 16   | GK     |      | 다키모토 하루히코               |

| 번호 | 포지션 | 국적 | 이름            |
| ---- | ------ | ---- | --------------- |
| 17   | FW     |      | 세가와 유스케   |
| 19   | MF     |      | 고야 히로토     |
| 20   | DF     |      | 미쓰마루 히로무 |
| 23   | GK     |      | 나카무라 고스케 |
| 24   | DF     |      | 가와구치 나오키 |
| 27   | MF     |      | 미하라 마사토시 |
| 28   | MF     |      | 도시마 사치로   |
| 37   | MF     |      | 우노키 후미야   |

## 역대 감독
| 감독                | 임기      |
| ------------------- | --------- |
| 제 세르지우         | 1993~1995 |
| 니시노 아키라       | 1998~2001 |
| 스티브 페리먼       | 2001~2002 |
| 이시자키 노부히로   | 2008      |
| 네우시뉴 바프치스타 | 2009~2014 |
| 요시다 다쓰마       | 2015      |
| 시모타이라 타카히로 | 2018      |
| 카토 노조무         | 2018      |
| 네우시뉴 바프치스타 | 2019~2023 |
| 이하라 마사미       | 2023~2024 |
| 리카르도 로드리게스 | 2024~     |

## 역대 성적

### 국내 대회
- J리그 디비전 1

우승 (1): 2011
- J리그 디비전 2

우승 (1): 2010
- 천황배 전일본 축구 선수권 대회

우승 (3): 1972, 1975, 2012
- J리그 컵

우승 (2): 1999, 2013
- 슈퍼컵

우승 (1): 2012
- 일본 사커 리그

우승 (1): 1972
- 일본 축구 리그 2부

우승 (1): 1990-91
- 일본 축구 리그 컵

우승 (1): 1976